# Европейская федерация го
Европейская федерация го (European Go Federation или EGF) — европейская общественная организация, отвечающая за развитие игры го как интеллектуального спорта в Европе и обеспечивающая координацию деятельности национальных федераций, входящих в её состав.

## Информация об организации
Европейская федерация го была основана в 1957 году. Её деятельность началась с регулярного проведения Чемпионатов Европы, которые вскоре переросли в Европейский Го-конгресс, являющийся ежегодным мероприятием, включающим в себя Чемпионат Европы по го, а также сопутствующие турниры, мастер-классы и лекции ведущих специалистов. Ежегодно EGF, кроме главного чемпионата, проводит также командный, женский, юношеский Чемпионаты Европы и Чемпионат Европы по парному го, ряд других крупных турниров. EGF обеспечивает ведение единой базы данных по европейским турнирам и игрокам (EGD — European Go Data Base) с пересчетом рейтингов по итогам  всех соревнований по го в странах — членах EGF.
В состав EGF входят 37 национальных организаций по го, в том числе Российская федерация го (бадук). Структура EGF включает в себя исполнительный комитет и несколько комиссий, отвечающих за различные направления деятельности в сфере го. Президентом федерации в настоящее время является Мартин Стяссны. Штаб-квартира EGF находится в городе Амстелвен, там же находится Европейский культурный го-центр (EGCC — European Go Cultural Centre). Европейская федерация го является членом и организацией-основателем Международной федерации го. 
Одним из проектов Европейской федерации го является EuroGoTV — сайт для онлайн-трансляций партий с крупных турниров, проходящих в Европе (в том числе — из России), лекций профессионалов. Параллельно трансляции партий проводятся на го-серверах в режиме реального времени.

## Профессиональные игроки
Начиная с 2014 года Европейская федерация го присваивает игрокам профессиональные даны по итогам квалификационных турниров:
- 2014 - Павол Лисый и Али Джабарин[11][10]
- 2015 - Матеуш Сурма и Илья Шикшин[10]
- 2016 - Артём Качановский[10]
- 2017 - Андрей Кравец[10]
- 2019 - Танги Ле Кальве[10]
- 2021 - Станислав Фрейляк[10]